# Lycoriella solispina
Lycoriella solispina là một ruồi trong họ Sciaridae, thuộc chi Lycoriella.